# Rockne
Rockne è una comunità non incorporata degli Stati Uniti d'America, situata nella contea di Bastrop dello Stato del Texas.

## Geografia
La comunità è situata a 29°59′45″N 97°25′52″W, 12 miglia a sud-ovest di Bastrop, nella parte sud-occidentale della contea.